# パヴロフス・ドッグ
パヴロフス・ドッグ（Pavlov's Dog）は、1972年にミズーリ州セントルイスにて結成された1970年代に活躍したプログレッシブ・ロック／AORバンドである。

## 概要

### 活動初期と解散
パヴロフス・ドッグは、ボーカリストのデイヴィッド・サーカンプ、ギタリストのスティーヴ・レヴィン、キーボードのデイヴィッド・ハミルトンとダグ・レイバーン、ベーシストのリック・ストックトン、ドラマーのマイク・サフロン、ヴァイオリニストのシーグフリード・カーヴァー（出生名・リチャード・ナドラー）で結成された。 レヴィンはその年のうちにバンドを去り、スティーヴ・スコーフィナ（元REOスピードワゴン）が加入した。 バンドのデビュー・アルバム『禁じられた掟』がリリースされると、今度はカーヴァーがバンドを去った。セカンド・アルバム『条件反射』（1976年）のために、トム・ニクソン（ギター）がラインナップに加えられた。その後、ハミルトンが脱退し、キーボード専任の交代メンバーは長いこと空席となる。イエスとキング・クリムゾンに在籍していたドラマー、ビル・ブルーフォードは、サフロンの不在のためにこのアルバムでドラムを演奏した。サフロンはアルバム・スリーブに記名されず、バンドを永久に去ることとなり、代わりにカーク・サーキシャンが加入した。 このラインナップは、1977年の解散まで続いた。
『禁じられた掟』は1975年にABCから短い期間リリースされたが、その後すぐにコロムビアによって再リリースされた。その結果、両方のバージョンがほぼ同時に店頭に並ぶことになった。このアルバムは、ブルー・オイスター・カルト初期のプロデューサーとして成功を収めたサンディ・パールマンとマレー・クルーグマンによってプロデュースされた。彼らのセカンド・アルバム『条件反射』は1976年にコロムビアから発表された。ジャズ・サックス奏者のマイケル・ブレッカーとロキシー・ミュージックのアンディ・マッケイを含む、多くのゲスト・アーティストがこのアルバムに貢献した。
バンドは1977年に3枚目のアルバムを録音したが、最初の2枚のアルバムの売れ行きが悪かったためコロムビアにリリースを拒否され、バンドの解散を早めることとなる。3枚目のアルバムは、盗まれたマスターテープを元に限定版と銘打って、1980年代になってついにブートレグとして世に出た。それはパヴロフス・ドッグの名前ではなく、セントルイス・ハウンズ（The St. Louis Hounds）名義でリリースされた。2007年にドイツのレーベル、ロックヴィル・ミュージックによって『ハズ・エニィワン・ヒア・シーン・ジークフリード?』として正式にリリースされている。その際に1970年代からの未発表曲10曲をボーナストラックとして加え、リマスタリングもされた。ドイツのレーベルTRCは『Third』のタイトルでアルバムを再発したが、このバージョンにはボーナストラックは含まれていない。
1970年代後半にバンドが解散したとき、サーカンプは元フェアポート・コンヴェンションのメンバー、イアン・マシューズとHi-Fiというバンドに取り組んでいたが、死んでいるのではないかと噂された。 シアトルに移り住み、このグループはクラブ・シーンで成功を収め、1981年に5曲入りライブ12インチEP「Hi-Fiデモンストレーション・レコード」を、1983年にスタジオ・アルバム『Moods for Mallards』を、そしてクリスマス・シングル「It's Almost Christmas」を録音した。これらのレコードはFirst American Recordsでリリースされ、発売は太平洋北西地域に限られていた。

### 再編と音楽への復帰
1990年にサーカンプとレイバーンはバンドを再編し、米国のレーベルTelectro Recordsからアルバム『彷徨える大国』を録音・発表した。TRCが1990年代後半にブートレグで発売した後、2007年にロックヴィル・ミュージックによって世界的に再リリースされた。スコーフィナは、このアルバムのいくつかのセッションで演奏した。
2004年6月26日、クラシック・ラインナップ（カーヴァーを除く）をフィーチャーした再会コンサートがセントルイスで開催された。そして2005年、サーカンプとサフロンに、サーカンプの妻サラ（ボーカル、ギター）、リード・ギタリストのレイ・スクルト、キーボーディストのロイヤル・ロビンス、ベーシストのティム・ダッジョン、ヴァイオリニストのアンドレア・ヤングというメンバーで再編。このラインナップは、2005年から2006年にかけてヨーロッパを回り、2006年、オランダのArrow Rock Festivalにて54,000人の前で演奏した。
2006年のツアーの後、スクルト、ロビンス、ダッジョンが交代し、デイヴィッド・サーカンプ（ボーカル、ギター）、マイク・サフロン（ドラム）、サラ・サーカンプ（ボーカル、ギター）、"ボンゴ"ビル・コステロ（メロトロン）、ビル・フランコ（リード・ギター）、デイヴィッド・カーン（ベース）、マイケル・マケルヴェイン（キーボード）、アンドレア・ヤング（ヴァイオリン）という新編成となった。このラインナップは2007年に2回のツアーを行った。3月にはギリシャとクレタ島での最初のツアーも行った。夏にヨーロッパ・ツアーを行い、ベルギーのヴェルヴィエにあるライブ会場 Spirit of 66では、ベルク・ヘルツベルク・フェスティバル 2007（ドイツ語版）（25,000人来場）のヘッドライナーとして演奏した。同じ頃、ロックヴィル・ミュージックからサーカンプのソロ・アルバム『Dancing on the Edge of a Teacup』（2007年）がリリースされた。ベルク・ヘルツベルクでの演奏は撮影・録音されていたが、ブートレグ以外の形式でリリースされていない。
2008年、デイヴィッド・カーンズ、ビル・フランコ、マイケル・マケルヴェイン、アンドレア・ヤングは、以前からの約束（カーンズとフランコはアンソニー・ゴメスとの演奏、ヤングはReverse Cowgirlsとの演奏、マケルヴェインは大学で音楽研究を終える）のためバンドに戻ることができなかった。サーカンプは、フィル・ゴメス（キーボード）、ランディ・ヘトレイジ（リード・ギター）、アビー・ハインツ・スタイリング（ヴァイオリン）を雇い、パヴロフス・ドッグのオリジナル・メンバー、ダグ・レイバーンがベースを弾けるよう調整した。このラインナップは、2008年にヨーロッパ全土で再びツアーを行い、ウッドストック・フェスティバル・イン・2008（5,000人）と同様に多くの会場で演奏を行った。
2009年にはダグ・レイバーンは復帰できず、リック・スタイリングがベース担当となった。また、フィル・ゴメスとランディ・ヘトレイジも復帰しなかった。ビル・フランコがリード・ギターを担当し、ニック・スルーターがキーボードとメロトロンのパートを担うようになり、8人から7人にラインナップを減らした。このラインナップは、2009年から2012年までヨーロッパをツアーし、ベルギーのヴェルヴィエで行われたフィエスタ・シティ・フェスティバル・イン・2012など、今までになく最も幅広いツアーを行うこととなった。ステージは、伝説のブルース・ブラザーズ・バンド（スティーヴ・クロッパー、 "ブルー"ルー・マリーニ、ドナルド・"ダック"・ダンほか）と共有した。この期間中、パヴロフス・ドッグは2009年に2つのショー（アウクスブルクとカールスルーエでのライブ。後者は撮影も）を録音した。アウクスブルクでのショーはアルバム『猛犬注意! -ライヴ・イン・ヨーロッパ』としてリリースされた。2010年にはスタジオ・アルバム『エコー&ブー』もリリースされた。
ビル・フランコは2013年5月にバンドを脱退し、オーディション後、アマンダ・マッコイがリード・ギター担当となった。パヴロフス・ドッグは2013年に再びヨーロッパをツアーした。1976年に録音されたパヴロフス・ドッグの3枚目となるずだったスタジオ・アルバム『ハズ・エニィワン・ヒア・シーン・ジークフリード?』が、2007年、2011年および2012年のラインナップによるバンドのライブ音源をボーナストラックとして追加し、公式リリースされた。2014年にはパヴロフス・ドッグのツアーはなかったが、デイヴィッドとサラ・サーカンプはイギリスとドイツで簡単なアコースティック・ツアーを行った。この間、ニック・スルーターがバンドを脱退し、オーディションの後、ネイサン・ジャトコが2015年のヨーロッパ・ツアーからキーボードで参加した。
その間、1973年にイリノイ州ペキンで録音されたデモのコレクションである『ザ・ペキン・テープス』が、マスターテープを元にまとめられ、2014年にロックヴィル・レコードからリリースされた。ABCが『禁じられた掟』を録音することにし、そのデモからの数曲が再録音されるまで、この音源をバンドの公式デビュー・アルバムにすることが考えられていた。スタジオが燃えてしまったときにテープも失われたため、生き残っていた私有コピーが発見されるまで、適切なアルバムはリリースされなかった。
ジークフリード・カーヴァーは2009年5月30日に死亡した。60歳だった。ダグ・レイバーンは2012年9月21日に死亡した。ストックトンは2015年2月17日に死亡した。現在のバンドの鍵盤奏者、ネイサン・ジャトコは、2018年1月17日に自殺した。
2018年12月、8年ぶりのアルバム『Prodigal Dreamer』が発表された 。また、この頃、初来日公演を行う予定だったが、諸般の都合により中止となっている 。

## バンド・メンバー

### 現在のメンバー
- デイヴィッド・サーカンプ（David Surkamp） - ボーカル、ギター (1972年-1977年、1990年、2004年、2005年-現在)
- マンフレッド・プロッツ（Manfred Plotz） - ドラム (2015年-現在)
- アビー・ハインツ・スタイリング（Abbie Hainz Steiling） - ヴァイオリン、マンドリン (2008年-現在)
- アマンダ・マッコイ（Amanda McCoy） - リード・ギター (2013年-現在)
- リック・スタイリング（Rick Steiling） - ベース (2009年、2011年-現在)
- サラ・サーカンプ（Sara Surkamp） - ボーカル、ギター (2005年-現在)

### 旧メンバー
- マイク・サフロン（Mike Safron） - ドラム (1972年-1976年、2004年、2005年-2014年)
- ダグ・レイバーン（Doug Rayburn） - キーボード、フルート、パーカッション (1972年-1977年、1990年、2004年、2005-2008年 ※2012年死去)
- リック・ストックトン（Rick Stockton） - ベース (1972年-1977年、2004年 ※2015年死去)
- デイヴィッド・ハミルトン（David Hamilton） - キーボード (1972年-1976年、2004年)
- ジークフリード・カーヴァー（Siegfried Carver） - ヴァイオリン、ヴィオラ (1972年-1975年 ※2009年死去)
- スティーヴ・レヴィン（Steve Levin） - リード・ギター (1972年)
- スティーヴ・スコーフィナ（Steve Scorfina） - リード・ギター (1972年-1977年、2004年)
- レイ・スクルト（Ray Schulte） - リード・ギター (2005年-2006年)
- ロイヤル・ロビンス（Royal Robbins） - キーボード (2005年-2006年)
- ビル・フランコ（Bill Franco） - リード・ギター (2006年-2007年、2009年-2013年)
- ランディ・ヘトレイジ（Randy Hetlage） - リード・ギター (2008年)
- トム・ニクソン（Tom Nickeson） - キーボード、ギター (1976年-1977年)
- ニック・スルーター（Nick Schlueter） - キーボード (2009年-2013年)
- カーク・サーキシャン（Kirk Sarkisian） - ドラム (1976年-1977年)
- デイヴィッド・カーンズ（David Karns） - ベース (2006年-2007年)
- アンドレア・ヤング（Andrea Young） - ヴァイオリン (2005年-2007年)
- マイケル・マケルヴェイン（Michael McElvain） - キーボード (2007年)
- ティモシー・ダッジョン（Timothy Duggen） - ベース (2005年-2006年)
- ネイサン・ジャトコ（Nathan Jatcko） - キーボード (2015年-2018年 ※2018年死去)

## ディスコグラフィ

### スタジオ・アルバム
- 『禁じられた掟』 - Pampered Menial (1975年)
- 『条件反射』 - At the Sound of the Bell (1976年)
- 『セント・ルイスの猟犬（サード）』 - Third (1977年)
- 『ハズ・エニィワン・ヒア・シーン・ジークフリード?』 - Has Anyone Here Seen Siegfried? （1980年海賊版、2007年公式リリース）
- 『彷徨える大国』 - Lost in America (1990年) ※旧邦題『ロスト・イン・アメリカ』
- 『エコー&ブー』 - Echo & Boo (2010年)
- 『ザ・ペキン・テープス』 - The Pekin Tapes (2014年)
- Prodigal Dreamer (2018年)

### ライブ・アルバム
- 『猛犬注意! -ライヴ・イン・ヨーロッパ』 - Live and Unleashed (2010年)
- House Broken (2016年 DVD/CD)

### シングル
- "Julia" (1975年)